# Mencia de Marañón
Mencía de Marañon nació en Alcalá la Real, Jaén, Andalucía, España, y posiblemente era pariente de Juan Gómez Marañón, escribano del monasterio y barrio de Las Huelgas. Encomendera, y protoenfermera.

## Primeros años
Su madre fue Ángela de Marañon. Se casó con Alonso de Miranda Rodríguez

## Conquista de Chile
Viajó a Chile junto a su marido Alonso de Miranda en 1553. Es uno de los pocos matrimonios constatado, pues lo habitual es que los expedicionarios pasaran a las nuevas tierras mientras eran aún solteros.

### Cuidados de enfermería coloniales
Mencía fue muy solidaria con los necesitados, tanto españoles como indígenas estableciendo un dispensario para atender a los enfermos.
El matrimonio se estableció en la ciudad de la Imperial, recién fundada. Allí estaban cuando se produjo el alzamiento indígena de 1553, al que sucedió una hambruna por falta de siembras. La caridad de su esposo, Alonso de Miranda, no le impidió tomar las armas contra los indígenas rebeldes cuando se produjo el ataque de Lautano a la Imperial en 1554. En esta ciudad fue encomendera junto a su marido, trasladándose a Valdivia después de que el gobernador Villagra les usurpara la encomienda hacia 1561.
El matrimonio fue prolífico en descendencia Francisca de Miranda, casada con Pedro Mariño de Lobera; Bartolina de Miranda, esposa del capitán Hernando de Aranda Valdivia; María de Miranda, esposa de Juan Castañón; y Mariana de Miranda, casada con Francisco Herrera de Sotomayor.
Al igual que Inés de Suárez, Mencia combinó sus conocimientos adquiridos con relación a cuidados en su familia con lo que aprendió de los indígenas. Se estableció al sur del Bío bio, lugar donde la resistencia mapuche no permitió el establecimiento de hospitales en la época. Convirtió su casa en un verdadero dispensario en el que mezclo medicina europea con medicina mapuche.